# Tinglev
Tinglev (deutsch Tingleff) anhörenⓘ ist eine dänische Kleinstadt mit 2799 Einwohnern in der Aabenraa Kommune, Region Syddanmark.

## Schule und Kultur
Tinglev verfügt über drei Schulen: eine dänische, seit 1924 die Deutsche Schule Tingleff und die Deutsche Nachschule Tingleff. Sie ist die einzige deutschsprachige Efterskole und unterrichtet jedes Jahr etwa 75 Schüler aus dem Grenzgebiet und aus vielen Teilen Europas und der Welt. In grenzüberschreitenden Aktivitäten werden Geschichte, Kultur und Sprachen beider Seiten vermittelt.
Die Beredskabsstyrelsens Teknisk Skole schult Führungspersonal kommunaler und staatlicher Bereitschaftsdienste, darunter Polizei und Rettungsdienst.
Die Kommunalbibliothek Aabenraa unterhält eine Zweigbücherei in Tinglev. Tinglev Kirke bildet den Mittelpunkt von Tinglev Sogn. Die Kirche besitzt einen Flügelaltar von 1575, das einzige Werk dieser Art in Nordschleswig.

## Geschichte
Die Geest um Tinglev war im Mittelalter recht dünn besiedelt. Zwar erwarben einzelne Güter und das Kloster in Løgumkloster hier einige Streugüter, doch blieb der größte Teil der Gemeinde direkt unter landesherrlicher Verwaltung. Tinglev gehörte zur Schluxharde im Amt Tondern, einem der größten landesherrlichen Distrikte im Herzogtum Schleswig. 1872 schloss sich das Dorf Wippel der Gemeinde Tingleff an. Ab 1889 bildete das gesamte Kirchspiel einen eigenen Amtsbezirk.
Erst nach dem Bau der Eisenbahn 1864 nahm das arme Geestdorf einen erheblichen Aufschwung. Bei der Volksabstimmung 1920 gab es in der Gemeinde eine Mehrheit für Deutschland, jedoch stimmte die nördliche Abstimmungszone I mehrheitlich dänisch. Die Gemeinde Tinglev wurde dem Tønder Amt zugeteilt. Zwischen 1970 und 2007 war Tinglev das Zentrum der Tinglev Kommune. 2007 vereinigte sie sich mit den Kommunen Rødekro, Lundtoft, Bov und Aabenraa zur neuen Kommune Aabenraa.

## Wirtschaft und Verkehr
Tinglev ist ein Verkehrsknotenpunkt in Nordschleswig. Der Bahnhof liegt an der Bahnstrecke Fredericia–Flensburg und ist Haltepunkt für alle Intercity-Züge. Hier zweigt die Bahnstrecke Sønderborg–Tinglev ab, die ebenfalls von Intercity-Zügen von und nach Kopenhagen befahren wird. Die bereits 1867 eröffnete Bahnstrecke Tønder–Tinglev liegt hingegen seit 1974 für den Personenverkehr und seit 2004 auch für den Güterverkehr still. 1988 baute A. P. Møller-Mærsk eine Fabrik für Seecontainer.
Tinglev liegt an der Primärroute 8 von Tønder nach Sønderborg und an der Sekundärroute 401 von Kruså/Flensburg nach Løgumkloster. Die Europastraße 45 verläuft 10 km östlich.
Mit dem 130.000 Quadratmeter großen DMEA Emergency Services College betreibt die dänische Katastrophen- und Zivilschutzbehörde Beredskabsstyrelsen eine der größten Übungseinrichtungen für Behörden und Organisationen mit Sicherheitsaufgaben (BOS) in Europa, auf der auch deutsche Organisationen und des EU-Zivilschutz-Mechanismus' trainieren.

## Söhne und Töchter
- Jeremias Christensen (1859–1908), Bildhauer
- Hjalmar Schacht (1877–1970), Reichsbankpräsident und Reichswirtschaftsminister
- Jens Jessen (1895–1944), Wirtschaftswissenschaftler, Widerstandskämpfer gegen den Nationalsozialismus
- Jane Schumacher (* 1988), deutsch-dänische Handballspielerin